# Zădăreni
Zădăreni – wieś w Rumunii, w okręgu Arad, w gminie Zădăreni. W 2011 roku liczyła 2249 mieszkańców. 